# Ordre du Mérite civil Taï
L’ordre du Mérite civil Taï est l'unique distinction honorifique civile destinée à honorer des mérites acquis au service du peuple du Pays Taï. Elle a été créée en 1950 par le Président de la Fédération Taï S.A. le seigneur Deo Van Long.

## Historique
En 1950, S.A le seigneur Deo Van Long crée la Fédération Taï, aboutissement « démocratique » de l'ancien pays feudataire Taï, reconnue par le chef du tout nouvel État du Viêt Nam, Bao Dai ex-empereur d'Annam.
La même année se fait sentir le besoin de remettre des décorations tant à titre civil que militaire à ceux et celles qui, dans cette période troublée, œuvrent pour le peuple Taï. C'est ainsi que naissent les ordres civil et militaire Taï.
La création de la République socialiste du Viêt Nam le 21 juillet 1954 a sonné la fin de la Fédération Taï, mais l'ordre lui survit.
Devenu apatride depuis 1954, mais jamais abrogé, l'ordre est toujours attribué quoique très parcimonieusement.

## Attribution et retrait
L'ordre a toujours été décerné qu'à des hommes et femmes à titre individuel.
Le droit d’attribution est héréditaire et réservé à l’initiative du Grand Chancelier. Des demandes d’attribution peuvent cependant parvenir à la Grande Chancellerie sur proposition d’un tiers et sont étudiées par le Grand Chancelier qui diligente si nécessaire une enquête de moralité.
En cas de faute grave contre la morale, de non-respect des principes décrits dans la déclaration des droits de l’homme et à l’initiative du Grand Chancelier, sans limite de délais, la décoration peut être retirée. Ce cas extrêmement rare est prévu afin de ne pas porter atteinte à l’image de l’ordre.

## Description

### Insigne
L'insigne de l’ordre du Mérite civil Taï est constitué de doubles croix stylisées blanches et noires frappées du nom de la Fédération Taï et suspendu à un ruban or avec rayures noires.
L’origine des croix est imprécis mais proviennent des symboles bouddhistes introduit vers le IIIe siècle au Vietnam, ces symboles se retrouvent sur les maisons des familles aristocratiques du Pays Taï.

### Grades
L’ordre est composé de quatre grades :
- Chevalier du Mérite civil Taï ;
- Officier du Mérite civil Taï ;
- Commandeur du Mérite civil Taï ;
- Grand-croix du Mérite civil Taï, réservé au Grand Chancelier et à l’aristocratie.

| Chevalier du Mérite civil Taï | Officier du Mérite civil Taï | Commandeur du Mérite civil Taï | Plaque de Grand croix du Mérite civil Taï |
| ----------------------------- | ---------------------------- | ------------------------------ | ----------------------------------------- |
|                               |                              |                                |                                           |

### Port
- En grande tenue civile ou militaire (dite tenue en médaille pendante) :

- En tenue courante, les militaires portent une barrette de rappel :

| Chevalier du Mérite civil Taï | Officier du Mérite civil Taï | Commandeur du Mérite civil Taï | Grand croix du Mérite civil Taï |
| ----------------------------- | ---------------------------- | ------------------------------ | ------------------------------- |
|                               |                              |                                |                                 |

- En tenue civile, les chevaliers portent à la boutonnière un ruban noir et or, les officiers une rosette noir et or, les commandeurs une rosette noir et or sur demi-nœud en argent et les grands-croix une rosette noir et or sur demi-nœud en or. Le demi-nœud est familièrement appelé « canapé ».

## La grande chancellerie

### Listes des chanceliers de l'ordre
- de 1950 à 1978, S.A. Deo Van Long (1887 – 1975 - Empire d’Annam) seigneur du Pays Taï puis Président de la Fédération Taï (1908 - 1954) ;
- de 1978 à 2008, S.A. la princesse Deo Nang Toï (1914 – 2008- Empire d’Annam/France) seigneur du Pays Taï, fille de Deo Van Long ;
- depuis 2008, S.A. Gwenael Louis Garaud prince de Taï.

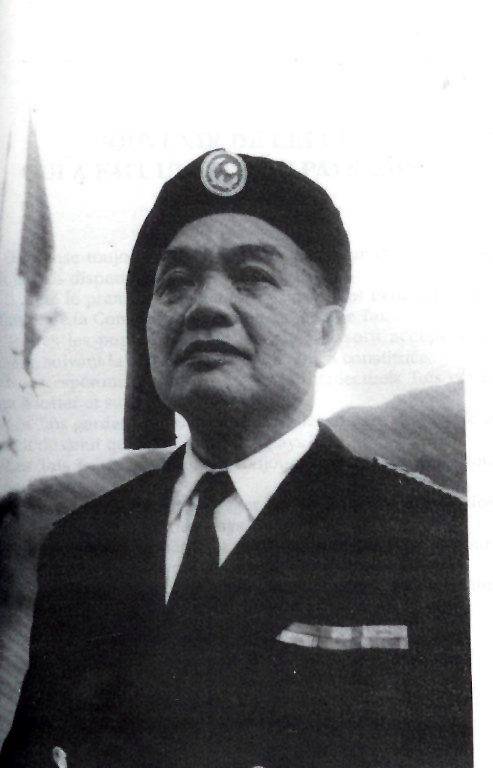
S.A. Deo Van Long
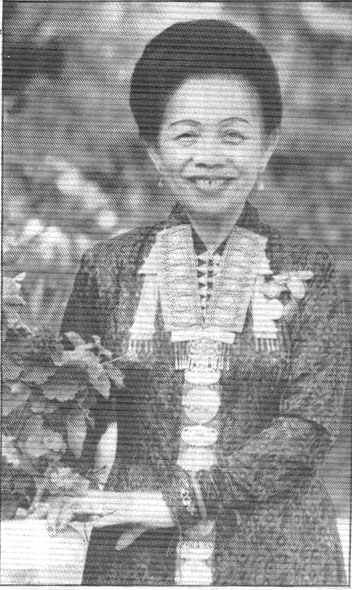
S.A. Deo Nang Toï en 1994
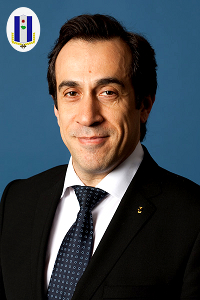
Le Prince Gwenael Louis Garaud

### La grande chancellerie de nos jours

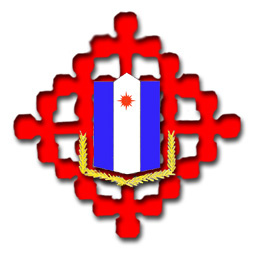
Armes de la Grande Chancellerie Taï

La charge de la grande chancellerie est aujourd’hui entre les mains de S.A. le prince Gwenael Louis Garaud dont la grand-mère était la princesse Deo Nang Toï fille ainée de Deo Van Long dernier seigneur Taï ayant réellement régné et dernier président de la Fédération Taï.
La grande chancellerie a pour rôle essentiel de conserver la mémoire de ceux et celles qui ont reçu les décorations de l'ordre du Mérite civil et/ou du Mérite militaire du Pays Taï, un grand nombre de civils et de militaires français ayant reçu ces décorations à l'époque de l'Indochine française.
Les attributions récentes sont extrêmement rares, la dernière en date a eu lieu sous l'égide du grand chancelier S.A. la princesse Deo Nang Toï seigneur du pays Taï, le 4 février 1995 à Marseille en présence du général d'armée (2s) Jean Biré et du gouverneur militaire le général de division Paul Parraud.
La grande chancellerie conserve aussi l'ordre du Mérite militaire Taï.
Cette décoration militaire n'est plus attribuée aujourd'hui ; elle comporte une classe unique de chevalier.
| Insigne de l'Ordre du Mérite militaire Taï | Barrette de rappel |
| ------------------------------------------ | ------------------ |
|                                            |                    |

## Récipiendaires illustres
- Jean Gilles (général),
- le Général Raoul Salan[1]
- Le Général Marcel Bigeard
- Le colonel Jean Sassi[2] figure des Forces spéciales durant la Seconde Guerre mondiale
- Le colonel Hélie Denoix de Saint Marc, ancien résistant français et ancien déporté du camp de Buchenwald, officier au 1er R.E.P.
- S.E. l'ambassadeur de France Charles Jeantelot[3]
- Pierre Schoendoerffer

- L’adjudant chef Andreani Antoine-marie 1er bataillon Thaï

## Fabricants de l'Ordre
- Maison Arthus-Bertrand, à Saint-Germain-des-Prés (Paris).
- La Monnaie de Paris, Quai de Conti (Paris).
- Maison Bacqueville